# تپه بویین سفلی
تپه بویین سفلی در شهرستان بانه، بخش ننور، شهر بویین سفلی واقع شده و این اثر در تاریخ ۱۹ مرداد ۱۳۸۴ با شمارهٔ ثبت ۱۲۷۹۷ به‌عنوان یکی از آثار ملی ایران به ثبت رسیده است.